# Yellowjacks
«Жёлтые Валеты» (англ. Yellowjacks) — авиационная пилотажная группа Королевских военно-воздушных сил Великобритании, сформированная в 1963 году на авиабазе Вэлли. Группа является предшественницей современных «Красных Стрел». Для полётов был выбран учебно-тренировочный самолёт Folland Gnat, который из-за своего небольшого размера был чувствителен в управлении и обладал высокой манёвренностью.
В 1965 году авиагруппа была реформирована в новоиспечённую группу «Красные стрелы», которая летала на тех же самолётах Folland Gnat до 1979 года, которые были позже заменены на Hawker Siddeley Hawk.